# Armand Lunel
Armand Lunel (ur. 9 czerwca 1892 w Aix-en-Provence, zm. 3 listopada 1977 w Monako) – francuski pisarz, był ostatnią znaną osobą posługującą się językiem szuadit. W 1926 r. za swoją powieść Nicolo-Peccavi ou l’affaire Dreyfus à Carpentras otrzymał Nagrodę Renaudot.

## Życiorys
Lunel urodził się w 1892 r. w żydowskiej rodzinie. Uczęszczał do lokalnego liceum, gdzie zaprzyjaźnił się z kompozytorem Dariusem Milhaud oraz poetą Léo Latilem. Studiował w Paryżu, ukończył studia z zakresu filozofii. W czasie wojny służył w wojsku, następnie został nauczycielem w szkole średniej w Monako.
W 1924 r. opublikował swoją pierwszą powieść – L’Imagiere du cordier, a w 1926 r. otrzymał Nagrodę Renaudot za powieść Nicolo-Peccavi ou l’affaire Dreyfus à Carpentras. Przez okres tych dwóch lat Lunel napisał wiele innych utworów, m.in. Noire et Grise, Le Balai de sorcière czy Jerusalem à Carpentas. We współpracy z Dariusem Milhaudem i Henrim Sauguetem stworzył operę libretto pt. Esther de Carpentas.
Po II wojnie światowej napisał m.in. Par d’éntranges chemins, Les Amandes d’Aix czy La Belle à la fontaine.
Zmarł w listopadzie 1977 r. w Monako.